# Kjeller F.F. 9 Kaje
Kjeller F.F. 9 Kaje var ett norskt skol- och spaningsflygplan som tillverkades vid Kjeller Flyfabrikk. 
F.F. 9 Kaje tillverkades i tre serier, mellan 1921 och 1926. Flygkroppen konstruerades i Norge medan vingen var en licenstillverkad tysk konstruktion med en Göttingen-profil. Vingarna tillverkades i trä som spändes med lackat tyg. Strax utanför vingens mittpunkt mellan den övre och nedre vingen monterades två stycken vertikala trästöttor som förbands till nederdelen av kroppen med två metallstag. Flygkroppen var i en fackverkskonstruktion som var klädd med träfanér och tyg, förutom motorkåpan som tillverkades av aluminium. Landstället bestod av ett par huvudhjul placerade i framkant med den undre vingen medan bakkroppen tog upp belastningen på en sporre. Lärare och elev satt i varsin sittbrunn som var placerade i tandem. 
I den första serien Kaje I som tillverkades 1921–1922 producerades tio flygplan, när Hærens Flyvevæsen behövde fler flygplan återupptog man tillverkningen 1925, samtidigt infördes några mindre ändringar varför flygplanet fick benämningen Kaje II. Ett år senare tillverkades ytterligare fem exemplar under namnet Kaje III. Mellan de tre olika versionerna ändrades spännvidden, roderytorna samt vingprofilen baserat på den erfarenhet man fått under tiden flygplanet varit i tjänst.
Under sin tjänstgöringstid vid Hærens Flyvevæsen gjordes en del tester med att beväpna flygplanet, samt försök med trådlös kommunikation.
Flygplanen var i drift fram till 1937. På Norsk Luftfartsmuseum i Bodø finns ett bevarat exemplar utställt.

## Antal tillverkningsår
- Kaje I, 10 stycken 1921-1922
- Kaje II, 4 stycken 1925
- Kaje III 5 stycken 1926.